# Рафина-Пикермион
Рафи́на-Пике́рмион (греч. Δήμος Ραφήνας - Πικερμίου) — община (дим) в Греции. Входит  в периферийную единицу Восточная Аттика в периферии Аттика. Население общины — 20 266 человек по переписи 2011 года. Площадь — 40,501 квадратного километра. Плотность — 500,38 человека на квадратный километр. Административный центр — Рафина. Димархом на местных выборах 2014 года выбран Эвангелос Бурнус (Ευάγγελος Μπουρνούς).
Создана в 2010 году (ΦΕΚ 87Α) по программе «Калликратис» при слиянии упразднённой общины Рафина и сообщества Пикермион.

## Административное деление

Административное деление общины:
1 — Рафина
2 — Пикермион

Община (дим) Рафина-Пикермион делится на 2 общинные единицы.